# César López Fretes
César López Fretes (Asunción, 21 de març de 1923 - Pereira, 13 de juliol de 2001) fou un futbolista paraguaià de les dècades de 1940 i 1950.

## Trajectòria
López Fretes començà la seva carrera a l'Atlántida Sport Club del Barrio Obrero d'Asunción, transferit més tard a l'Olimpia d'Asunción. Amb aquest club guanyà la lliga nacional els anys 1947 i 1948. Fou convocat amb la selecció del Paraguai, disputant el mundial de 1950. També disputà els Campionats Sud-americans dels anys 1947 i 1949, essent finalista d'ambdues edicions. El 1950 marxà a Colòmbia per jugar al Deportivo Pereira. El 1953 retornà a Olimpia, on acabà la seva carrera professional.
Com a entrenador dirigí la selecció del Paraguai i diversos cops la de Colòmbia. També entrenà el Deportivo Pereira entre 1964 i 1970. El 1973 fou contractat per l'Atlético Nacional de Medellín, proclamant-se campió colombià. També fou entrenador del club Unión Magdalena. Establí la seva residència a Colòmbia, on va morir el 2001.